# Bianca Ambrosetti
Bianca Ambrosetti (Pavia, 1º marzo 1914 – Pavia, 30 novembre 1928) è stata una ginnasta italiana.

## Biografia
Ha fatto parte della giovanissima squadra italiana (composta in gran parte di ragazze di 13-14 anni) di ginnastica artistica femminile della Ginnastica Pavese in rappresentanza della Nazionale che alle Olimpiadi del 1928 ad Amsterdam ha conquistato la medaglia d'argento nel concorso generale a squadre dietro le padrone di casa. Già malata di tubercolosi durante la competizione, muore poco tempo dopo a soli 14 anni e 9 mesi di età.

## Palmarès
| Anno | Manifestazione  | Sede      | Risultato | Gara               | Note |
| ---- | --------------- | --------- | --------- | ------------------ | ---- |
| 1928 | Giochi olimpici | Amsterdam | Argento   | Concorso a squadre |      |